# Humerobates zumpti
Humerobates zumpti är en kvalsterart som beskrevs av Sellnick 1957. Humerobates zumpti ingår i släktet Humerobates och familjen Humerobatidae. Inga underarter finns listade i Catalogue of Life.